# Giovanni Truppi
Giovanni Truppi (Napoli, 21 febbraio 1981) è un cantautore italiano.

## Biografia
Nato e cresciuto a Napoli, inizia a suonare il pianoforte all'età di 7 anni per poi, in adolescenza, affiancarvi la chitarra elettrica da autodidatta. Durante gli anni napoletani fonda il gruppo rock Le Baccanti insieme a Marco Buccelli e lo scrittore Peppe Fiore. A 23 anni si trasferisce a Roma, dove continua gli studi musicali dedicandosi al canto e al jazz; nella capitale vivrà per alcuni anni con il regista napoletano Francesco Lettieri, che ha diretto diversi videoclip del cantautore.
Il 2010 vede l'uscita del suo primo album in studio C'è un me dentro di me per l'etichetta indipendente Cinico Disincanto. Tre anni dopo è la volta de Il mondo è come te lo metti in testa (Jaba Jaba Music/Audioglobe) a cui segue un tour nazionale; nelle date iniziali, a supporto del Truppi, vi è l'amico Buccelli come batterista.
Il 23 gennaio 2015 esce il suo terzo album in studio, Giovanni Truppi (Woodworm/Audioglobe), la cui presentazione avviene il 14 marzo seguente nel locale Init (Pigneto) a Roma. Da questa data e per tutto il tour, l'autore si avvale delle performance musicali di Luciano Turella alla batteria e di Francesco Motta alla chitarra elettrica, piano e cori. Il tour estivo vede il trio toccare tutta Italia con anche due date a Lugano per il Busker Festival. Il 22 ottobre vince il Premio Tenco come "migliore autore o interprete emergente".
Il 26 febbraio 2016, con prima data a Prato, Truppi inizia un tour dove si esibisce solamente suonando il pianoforte, modificato dallo stesso musicista per essere reso trasportabile. Il tour ha tappe nelle principali città italiane, al termine del quale viene pubblicata la raccolta Solopiano per Woodworm.
Nel 2017 è autore della canzone Amori che non sanno stare al mondo, per l’omonimo film di Cristina Comencini. La canzone riceve la candidatura come migliore canzone originale ai Nastri d’Argento.
Nel 2019 pubblica l'album Poesia e civiltà, caratterizzato da arrangiamenti più pop rispetto ai precedenti lavori e dall'introduzione di sintetizzatori. Nello stesso anno, riceve il Premio PIMI come "miglior artista indipendente dell'anno", assegnato dal Meeting Etichette Indipendenti.
Nel gennaio 2020 ha pubblicato l'EP 5 che contiene nuove interpretazioni di tre brani tratti dall'album precedente, e due inediti. Il disco è frutto della collaborazione con gli artisti: Calcutta, La Rappresentante di Lista, Niccolò Fabi e Brunori Sas. A promuovere il progetto vi è anche l'omonimo libro pubblicato da Coconino Press, con cinque storie a fumetti realizzate da Fulvio Risuleo, Antonio Pronostico, Pietro Scarnera, Cristina Portolano, Mara Cerri e Zuzu.
Il 1º luglio 2021 pubblica il libro L'avventura per la casa editrice La Nave di Teseo, un diario di un viaggio fatto in camper ripercorrendo quasi la stessa Italia della Lunga strada di sabbia di Pier Paolo Pasolini. Il libro prende il titolo dal singolo omonimo, nato proprio dall'esperienza vissuta.
Tra il 1º e il 5 febbraio 2022 si esibisce al Festival di Sanremo 2022 con la canzone Tuo padre, mia madre, Lucia, inserita nella raccolta Tutto l'universo (Virgin/Universal). Durante la serata delle cover canta Nella mia ora di libertà di Fabrizio De André in duetto con Vinicio Capossela, con l'accompagnamento della tastiera suonata da Truppi stesso e dell'armonica di Mauro Pagani. Al termine della kermesse, Truppi si posiziona 19º, vincendo comunque il Premio Lunezia per il "valore musical-letterario" del brano in gara e la Targa MEI come "miglior artista indipendente" al Festival.

## Opere

### Volumi
- 5, Coconino Press, 2020,  p. 64, ISBN 9788876185458.
- L'avventura, La nave di Teseo, 2021,  p. 264, ISBN 9788893951029.

## Discografia

### Da solista

#### Album in studio
- 2010 – C'è un me dentro di me
- 2013 – Il mondo è come te lo metti in testa
- 2015 – Giovanni Truppi
- 2019 – Poesia e civiltà
- 2023 – Infinite possibilità per esseri finiti
- 2025 – Thruppi (con i Thru Collected)

### Raccolte
- 2017 – Solopiano
- 2022 – Tutto l'universo

### EP
- 2020 – 5

### Singoli

#### Come artista principale
- 2019 – L'unica oltre l'amore
- 2019 – Borghesia
- 2019 – Mia (feat. Calcutta)
- 2020 – Conoscersi in una situazione di difficoltà (feat. Niccolò Fabi)
- 2021 – L'avventura
- 2022 – Tuo padre, mia madre, Lucia
- 2022 – Nella mia ora di libertà (con Vinicio Capossela e Mauro Pagani)
- 2022 – Alcune considerazioni
- 2022 – La felicità
- 2023 – Moondrone

#### Come artista ospite
- 2023 – Occhi grigi (Fulminacci feat. Giovanni Truppi)  (da Infinito +1)

### Thruppi

#### Album in studio
- 2025 – Thruppi

#### Singoli
- 2025 – Buianotte
- 2025 – Nero

## Tournée
- 2019 – Poesia e Civiltà Tour
- 2020 – Estate 2020
- 2023 – Infinite possibilità per esseri finiti Anteprima
- 2023 – Giovanni Truppi + Band:Infinite possibilità per esseri finiti Tour Estate 2023
- 2023 – Il mondo è come te lo metti in testa – Dieci anni

## Podcast
- Essere Finiti – podcast (2023)

## Premi e riconoscimenti
- 2015 – Premio Tenco come miglior autore o interprete emergente
- 2019 – Premio PIMI come miglior artista indipendente dell'anno
- 2022 – Premio Lunezia al Festival di Sanremo 2022 per il valore musical-letterario del brano Tuo padre, mia madre, Lucia
- 2022 – Targa MEI come miglior artista indipendente al Festival di Sanremo 2022